# Пајтов Хан
Пајтов Хан је насељено мјесто у општини Вареш, Босна и Херцеговина.

## Становништво
|             | 2013.       | 1991.        |
| Укупно      | 15 (100,0%) | 170 (100,0%) |
| Бошњаци     | 7 (46,67%)  | 27 (15,88%)1 |
| Срби        | 7 (46,67%)  | 116 (68,24%) |
| Хрвати      | 1 (6,667%)  | 10 (5,882%)  |
| Југословени | –           | 15 (8,824%)  |
| Остали      | –           | 2 (1,176%)   |

1. 1 На пописима од 1971. до 1991. Бошњаци су пописивани углавном као Муслимани.